# MetLife
La Metropolitan Life Insurance Company, ou MetLife, est une compagnie d'assurance américaine qui commercialise de l'assurance emprunteur et des garanties de prévoyance pour les particuliers, les professionnels, et les intermédiaires (courtiers). MetLife figure parmi les plus grands fournisseurs mondiaux de l'assurance avec 90 millions de clients dans plus de 60 pays.
Grâce à ses filiales, ses partenaires et sociétés affiliées, MetLife détient des positions de premier plan sur le marché aux États-Unis, le Japon, l'Amérique latine, du Pacifique région Asie, en Europe et au Moyen-Orient[réf. nécessaire].

## Histoire

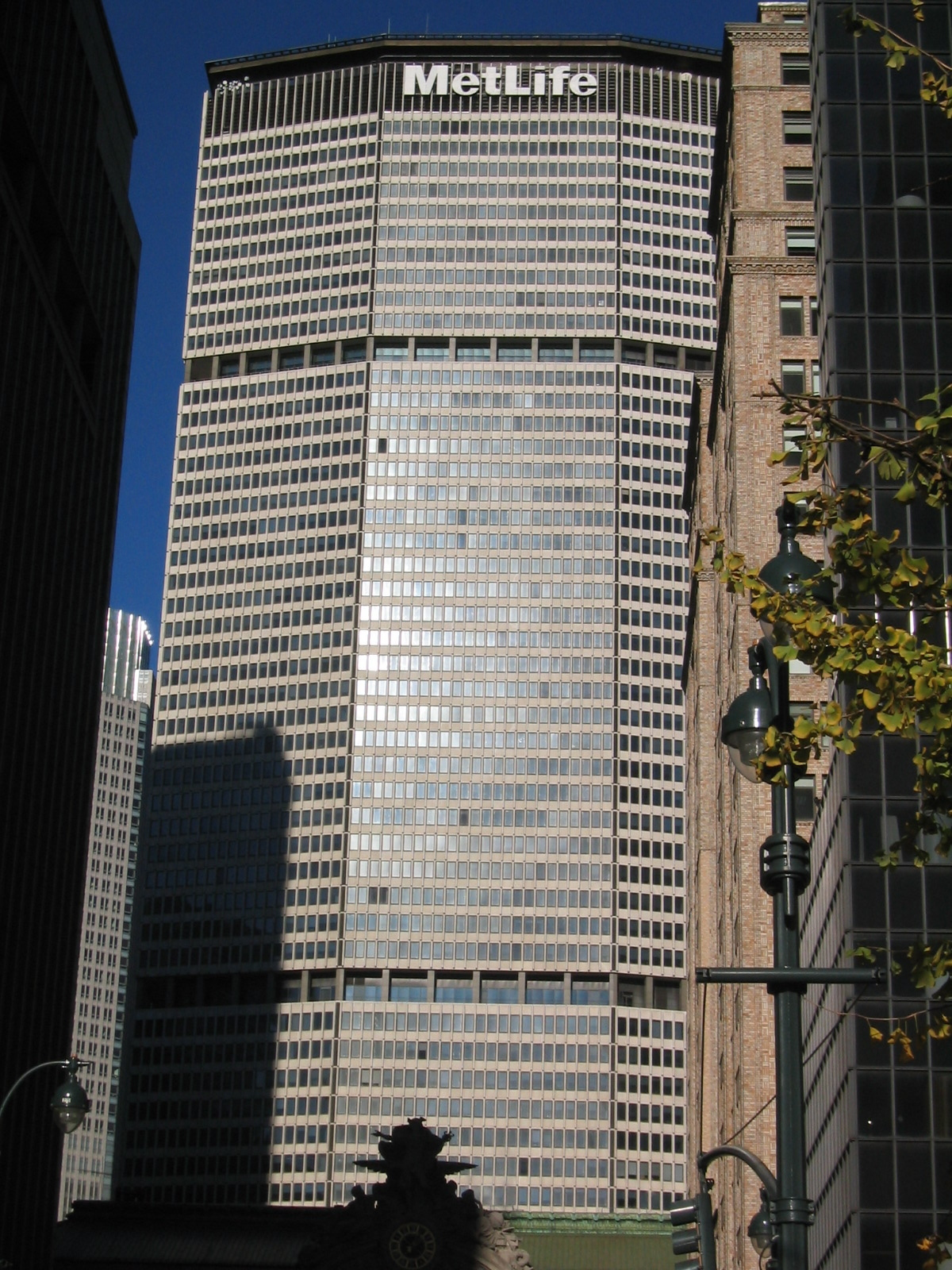
Tour MetLife

La société Metropolitan Life Insurance Company, mieux connue sous le nom de MetLife, a été fondée le 24 mars 1868 à New York. En 1915, MetLife devient une entreprise mutualiste.
En 1976, MetLife crée MetLife fondation. En 1985, MetLife commence à utiliser Snoopy. En 2000, MetLife entre en Bourse aux États-Unis.
En janvier 2005, MetLife rachète Travelers Life & Annuity à Citigroup pour 11,5 milliards de dollars.
En mars 2010, MetLife rachète Alico, une filiale d'AIG, dédiée à l'assurance-vie et de prévoyance, pour 15,5 milliards de dollars.
En 2016, MetLife change de logo. En 2017, MetLife se sépare de Snoopy.
En septembre 2020, MetLife annonce l'acquisition de Versant Health, assurance spécialisée dans les soins de la vue, pour 1,68 milliard de dollars. En décembre 2020, MetLife annonce la vente de ses activités américaines en assurance dommage, qui comprend 3 500 employés, pour 3,94 milliards de dollars à Zurich Insurance et Farmers Exchanges.

## Produits et services
Depuis 2010, MetLife propose une large palette de services à savoir de l'assurance habitation, automobile et vie mais aussi de la rente viagère, plans d'apurement, hypothèques, Commercial mortgage-backed security et dette publique.

### Assurance-vie
MetLife propose une assurance-vie comprenant des services d'assurance-vie temporaire comme permanente. Ces services vont varier en fonction de la durée que l'assurance va devoir couvrir mais aussi selon un examen médical obligatoire lors de la souscription à celle-ci. De plus, l’assureur MetLife propose des assurances-vie groupées.

### Assurance dentaire
Le groupe MetLife offre des services groupés d'assurance dentaire pour des particuliers, des employés et des retraités. En effet, aux États-Unis ce sont environ 20 millions de personnes qui profitent de cette offre. MetLife dispose d'un réseau de prestataires privilégiés de plus de 135 000 cabinets dentaires.

## Siège
Le siège social de MetLife est situé sur Park Avenue, dans le MetLife Building, acheté par la compagnie en 1992 après la faillite de Pan American World Airways. Jusqu'à 2005, le siège de la compagnie était situé sur One Madison Avenue, dans deux bâtiments : le Metropolitan Life North Building et la Metropolitan Life Tower. La Metropolitan Life Tower fut d'ailleurs la plus haute tour du monde lors de sa construction en 1909. La MetLife possédait aussi des bureaux sur le 89e étage de la tour nord du World Trade Center.

## Communication
La mascotte de la MetLife Snoopy est devenu l'Ambassadeur de MetLife en 1985 à la suite d'une campagne de publicité MetLife américaine où les Peanuts illustraient les offres de la compagnie. Le slogan de la compagnie est « Have you met life today? », ce qui signifie « Avez-vous rencontré la vie aujourd'hui ? », avec bien entendu un jeu de mots sur le nom de l'entreprise.

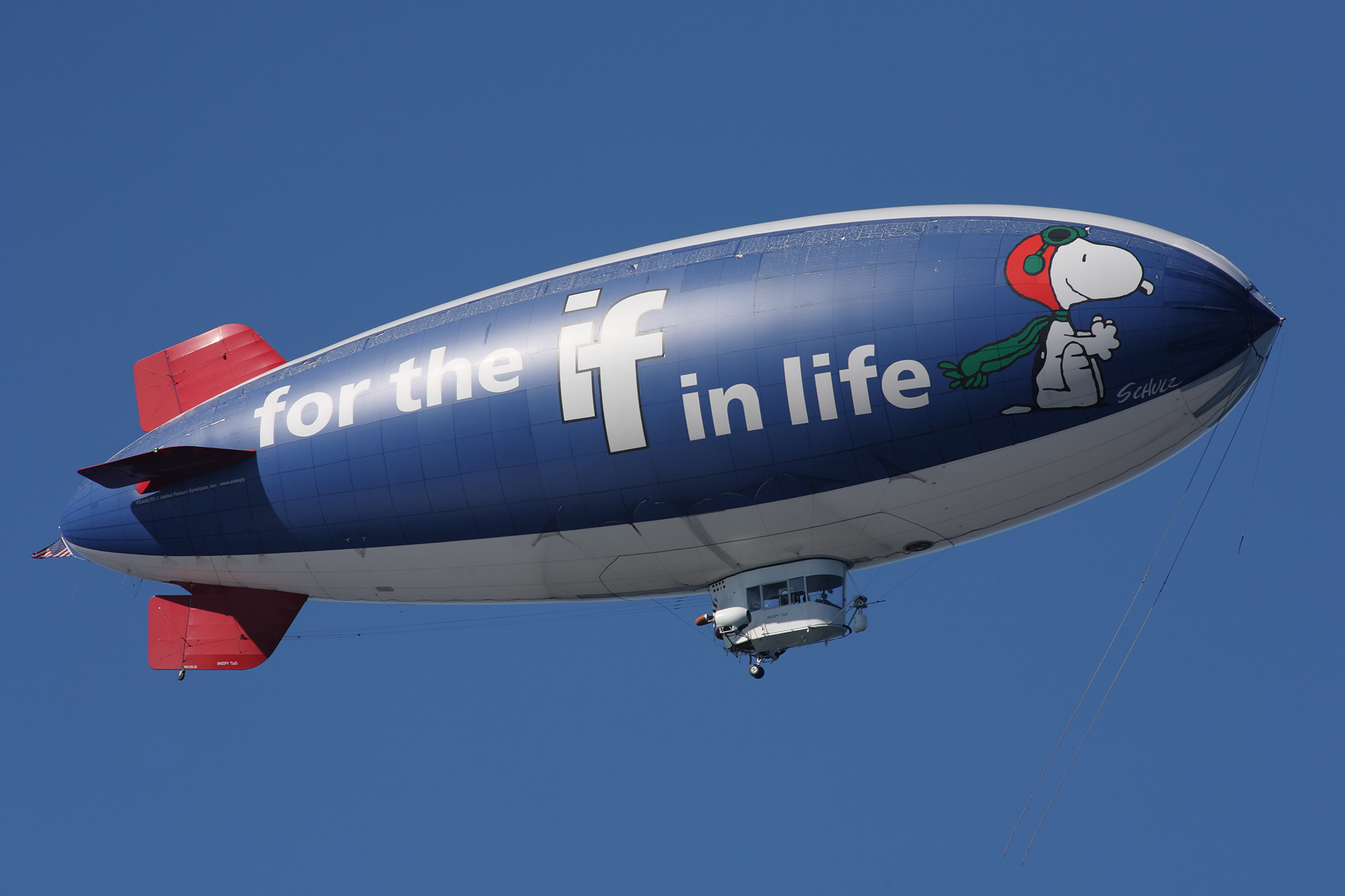
MetLife Snoopy

## MetLife et le "poids idéal"
En 1959, la Metropolitan Life Insurance Company (le précédent nom de l'assurance avant Metlife) a pu produire des tableaux indiquant le poids par rapport à sa taille à obtenir pour s'assurer une longévité plus importante. Ces tableaux étaient basés sur les données collectées par l'assurance.
En 1983, l'assurance a de nouveau diffusé des tableaux indiquant le "poids idéal" pour une durée de vie optimale. Ici, les informations étaient basées sur la Build Study de 1979 mise en place par la Société des Actuaires (ang. Society of Actuaries ou SOA).

## La fondation MetLife
En 1976, MetLife a créé sa propre fondation pour aider à financer divers organismes dans le domaine de la santé, de l'éducation, de la culture et dans les affaires civiques. Aux États-Unis ce sont environ 700 millions de dollars de subventions qui ont été distribués dans ces différents domaines.